# La Nuit des morts-vivants (film, 1990)
Pour le film de 1968, voir La Nuit des morts-vivants.
Pour plus de détails, voir Fiche technique et Distribution.
La Nuit des morts-vivants (titre original : Night of the Living Dead) est un film américain réalisé par Tom Savini, sorti en 1990. 
Il s'agit d'un remake du film américain éponyme réalisé par George A. Romero en 1968, La Nuit des morts-vivants.

## Synopsis
Johnnie et Barbara, frère et sœur, se rendent sur la tombe de leur mère. À peine sont ils arrivés que Barbara est attaquée par un zombie. Johnnie parvient à arracher Barbara des griffes de son agresseur mais chute pendant la lutte, se fracassant le crâne sous les yeux médusés de sa sœur. Barbara réussit à s'enfuir et trouve refuge dans une maison non loin de là. À peine entrée, elle se rend compte que des zombies cernent la maison. Arrive alors Ben, un afro-américain dans son 4X4 en passe de tomber en panne d'essence, qui veut se cloisonner dans la maison en attendant du secours. Ayant entendu du bruit à l'intérieur, ils découvrent qu'ils ne sont pas seuls dans la maison. En effet, cinq autres personnes se sont réfugiés dans la cave. Il s'agit de Tom, le neveu du propriétaire de la maison, sa femme Judy-Rose, Harry, sa femme Helen et leur fille Sarah qui est blessée. Dès lors, ils vont essayer de trouver un moyen de survivre en empêchant les zombies d'entrer dans la maison tout en espérant que les secours arriveront vite.

## Fiche technique
- Titre : La Nuit des morts-vivants
- Titre original : Night of the Living Dead
- Réalisation : Tom Savini
- Scénario : George A. Romero et John A. Russo
- Producteur : George A. Romero
- Producteurs Exécutifs: George A. Romero et Menahem Golan
- Production : 21st Century Film et Columbia Pictures
- Directeur de la photographie : Frank Prinzi
- Musique composée par : Paul McCollough
- Maquillage : John Vulich et Everett Burrell
- Pays d'origine :  États-Unis
- Genre : Horreur, épouvante, zombies
- Budget : 4 200 000 dollars
- Format visuel : Couleur
- Format du son : stéréo
- Format de projection : 1.85 : 1
- Format de production : 16 mm
- Durée : 85 minutes
- Dates de sortie :
  - États-Unis : 19 octobre 1990
  - France : 15 mai 1991 (distribué en province, inédit à Paris[1])
- Interdit aux moins de 12 ans lors de sa sortie en France[2]

## Distribution
- Tony Todd (VF : Med Hondo) : Ben
- Patricia Tallman (VF : Françoise Dasque) : Barbara
- Tom Towles (VF : Mario Santini) : Harry Cooper
- McKee Anderson (VF : Sylvie Feit) : Helen Cooper
- William Butler (VF : Éric Herson-Macarel) : Tom
- Katie Finneran (VF : Martine Irzenski) : Judy-Rose
- Bill Moseley (VF : Emmanuel Jacomy) : Johnnie
- Heather Mazur : Sarah Cooper

## Autour du film
- Dans la version française, Med Hondo double à nouveau le héros dans ce remake. Chose rare, il double aussi le héros dans le film original de 1968.
- À la suite d'une erreur d'enregistrement de droit d'auteur, le film original de 1968 est entré dans le domaine public. L'équipe du tournage n'ayant pas gagné d'argent, Romero décida de tourner un remake pour combler ce manque à gagner, en essayant de garder la même équipe.
- Tom Savini, célèbre spécialiste des effets spéciaux de maquillage et collaborateur habituel de Romero devait être le responsable des effets spéciaux sur le film original, mais étant mobilisé peu avant le tournage pour partir à la guerre du Viêt Nam en tant que photographe de guerre, il ne put participer au premier film. C'est pourquoi Romero lui proposa de réaliser ce remake.
- Laurence Fishburne était à l'origine pressenti pour incarner Ben mais tournait à la même période le film Cadence, le rôle principal revient donc à Tony Todd.